# III Liceum Ogólnokształcące im. Cypriana Kamila Norwida w Rzeszowie
III Liceum Ogólnokształcące im. Cypriana Kamila Norwida w Rzeszowie – szkoła średnia w Rzeszowie.

## Historia
Szkołę założono w 1910 jako Gimnazjum Realne Żeńskie z inicjatywy mieszkańców i władz lokalnych. Pierwsza siedziba szkoły mieściła się przy ulicy Konarskiego. W trzy lata po założeniu szkoła liczyła 4 klasy. Z powodu braku miejsca siedzibę szkoły przeniesiono do budynku przy ulicy Sokoła (dzisiaj wydział politologii UR). Rok później szkoła ponownie zmieniła siedzibę, na kamienicę przy ulicy Księcia Józefa. W 1919 odbyła się pierwsza matura. 5 września 1932 wybrany został pierwszy samorząd szkolny.
Przerwa spowodowana II wojną światową trwała od 1 września 1939 do września 1944. Prowizorycznie zorganizowane lekcje odbywały się w budynku przy ulicy Moniuszki. Następnie z powodu bardzo złych warunków lokalowych szkołę przeniesiono do Dawnego Domu Kultury Żydowskiej (obecnie Wojewódzki Dom Kultury). Ostatecznie szkoła otrzymała w 1948 zabytkowy budynek przy ul. Szopena, dawniej siedziba Dwuklasowej Publicznej Szkoły Powszechnej Męskiej im. Stanisława Jachowicza wzniesionej w końcu XIX wieku. Na początku lat 60. szkołę przekształcono w czteroletnią szkołę, która przyjęła nazwę III Liceum Ogólnokształcącego. Od 1965 liceum stało się placówką koedukacyjną. W 1978 w budynku powstał Zakład Medycyny Klinicznej Akademii Medycznej w Krakowie, a szkołę ponownie przeniesiono. W 1990 Rada Narodowa Miasta Rzeszowa przyjęła wniosek pracowników szkoły w sprawie ponownego przyznania placówce budynku przy ul. Szopena i wypowiedziała umowę instytutowi. Szkoła przejęła budynek i mieści się w nim do dzisiaj.
W rankingu przeprowadzonym przez tygodnik "Newsweek" w 2004 III Liceum zajęło 1. miejsce wśród pięćdziesięciu najlepszych liceów Podkarpacia, zaś 3. w Polsce pod względem liczby absolwentów, którzy podjęli studia dzienne w najbardziej renomowanych polskich uczelniach.

## Dyrektorzy
| L.p. | Imię i nazwisko         | Rok objęcia stanowiska | Rok złożenia stanowiska |
| ---- | ----------------------- | ---------------------- | ----------------------- |
| 1.   | Władysław Schneiberg    | 1910                   | 1914                    |
| 2.   | Ignacy Babski           | 1914                   | 1920                    |
| 3.   | Szczęsny Jasiewicz      | 1920                   | 1925                    |
| 4.   | Jan Wojtunik            | 1925                   | 1927                    |
| 5.   | Włodzimierz Budzynowski | 1927                   | 1930                    |
| 6.   | Franciszek Siudy        | 1930                   | 1938                    |
| 7.   | Zofia Burdówna          | 1938                   | 1939                    |
|      | Zofia Burdówna          | 1944                   | 1948                    |
| 8.   | Marian Aleksewicz       | 1948                   | 1950                    |
| 9.   | Antoni Gawlik           | 1950                   | 1952                    |
| 10.  | Maria Kleczkowska       | 1952                   | 1955                    |
| 11.  | Stanisław Tyski         | 1955                   | 1959                    |
| 12.  | Maria Kleczkowska       | 1959                   | 1972                    |
| 13.  | Stanisław Kozdraś       | 1972                   | 1973                    |
| 14.  | Kazimierz Ruszała       | 1973                   | 1979                    |
| 15.  | Barbara Nowosad         | 1979                   | 1984                    |
| 16.  | Zbigniew Bober          | 1984                   | 1986                    |
| 17.  | Barbara Nowosad         | 1986                   | 1988                    |
| 18.  | Kazimiera Pisulińska    | 1988                   | 1992                    |
| 19.  | Władysław Rusin         | 1992                   | 1998                    |
| 20.  | Stanisław Piekarz       | 1998                   | 2008                    |
| 21.  | Marek Plizga            | 2008                   |                         |

## Absolwenci
- Aleksander Bobko
- Zofia Denkowska